# Камен мост
Камен мост (на македонска литературна норма: Камен Мост) е мост над река Вардар в центъра на Скопие, столицата на Северна Македония.
Мостът свързва старата и новата част на града. Нареждан сред основните му забележителности, той е смятан за символ на града и фигурира в герба на Скопие.

## Изграждане
Съществуват две версии около построяването на моста. Според първата, която се подкрепя от археологическите изследвания, мостът е построен през VI век, след катастрофалното земетресение от 518 година и е част от строителната дейност по времето на император Юстиниан I. Според втората версия, която се базира на историческите извори, Камен мост е изграден по времето на султан Мехмед II Завоевателя в периода между 1451 и 1469 година.

## Обновления
През вековете Камен мост претърпява доста повреди, които са налагали няколко ремонта и обновления. Според историческите извори мостът пострадва от голямото земетресение от 1555 година, когато са разрушени или много повредени четири стълба. Османският пътеписец Евлия Челеби, който престоява в града от 1660 до 1661 година, преписва надписа от мраморната плоча, поставена на моста след неговото обновление, който гласи:
| „ | Когато хората видяха обновлението на този безпримерен мост, хвалейки го, рекоха „Много е по-хубав от колкото беше по-рано“. | “ |

Обновлението е направено през 987 година по хиджра, съответно 1579 година.
През 1817 – 1818 година, по времето на султан Махмуд II (1808 – 1839), мостът претърпява нова реконструкция, за която според историческите извори са платени 28 816 гроша и 2 аспри. Интервенции за ремонтиране на моста се правени и по-късно. Така през 1885 година се извършват строителни работи по обновлението на арките и сводовете от североизточната страна, при които са употребени тухли за сводовете и каменни плочи за долните части на стълбовете. До 1909 година мостът има парапет от каменни плочи.
През 1895 година Камен мост претърпява поредното голямо пълноводие на Вардар и през следващите 1896 и 1897 година са изградени защитни стени на кея, като една от мерките за регулиране на речния поток в тази част на реката.
От една каменна плоча (изгубена по време на голямото скопско земетресение от 1963 година) става ясно, че по заповед на султан Мехмед V през 1909 година Камен мост е разширен с помощта на метални конзоли, на които е изграден тротоар от двете страни на моста.
При оттеглянето на германските войски от Балканите през 1944 година те минират Камен мост, но накрая се отказват по молба на градските първенци да активират поставения експлозив и така мостът оцелява.
През 1992 година започват нови проучвания, с цел връщането на първоначалния изглед на символа на македонската столица. Така тротоарите върху железните конзоли са премахнати. Реставрацията на Камен мост все още продължава.
- На османска пощенска картичка от преди 1912 г.
- На българска пощенска картичка от преди 1912 г.
- Надписът на Камен мост
- Камен мост, 50-те години на XX век
- Камен мост